# نانسي كير
نانسي كير (بالإنجليزية: Nancy Kerr) هي عازفة كمان ‏ ومغنية بريطانية، ولدت في 1975 في إنجلترا في المملكة المتحدة.

## وصلات خارجية
- الموقع الرسمي
- نانسي كير على موقع IMDb (الإنجليزية)
- نانسي كير على موقع ميوزك برينز (الإنجليزية)
- نانسي كير على موقع ديسكوغز (الإنجليزية)